# Malacoglanis gelatinosus
Malacoglanis gelatinosus là một loài cá da trơn trong họ Trichomycteridae, and loài duy nhất trong chi Malacoglanis. Con trưởng thành dài khoảng 2.0 centimetres (.79 in) SL. It originates Caquetá River basin of Colombia. Stauroglanis is the sister group to a monophyletic group formed by Malacoglanis and Sarcoglanis.